# 昇降演算子
量子力学において、昇降演算子（しょうこうえんざんし、英: ladder operator）とは、演算子として表現される物理量の固有状態を、異なる固有値を持つ別の固有状態に写す演算子。特に固有値を増加させる演算子は上昇演算子（じょうしょうえんざんし、英: raising operator）、固有値を減少させる演算子は下降演算子（かこうえんざんし、英: lowering operator）と呼ばれる。ある物理量に対応する昇降演算子を構成することで、全ての固有状態を調べ上げることが可能となる。昇降演算子が応用される代表的な例としては、量子力学における角運動量、アイソスピン、調和振動子が挙げられる。昇降演算子を用いて、固有状態を求めることは、交換関係で規定されるリー代数の既約表現を構成することに対応する。特に最高ウェイト状態を用いたリー代数の表現は、昇降演算子と密接に関連する。一方、位置座標によって、状態ベクトルを座標表示すれば、昇降演算子は同種の系列である特殊関数同士を結びつける。こうした特殊関数に作用する昇降演算子はリー代数、リー群の表現論により、統一的に扱うことができる。

## 一般的な定式
2つの演算子X、Nが次の交換関係を満たすと仮定する。
{\displaystyle [N,X]=cX}
ここで c はスカラー量。 {\displaystyle |n\rangle } を演算子 N の固有状態とする。
{\displaystyle N|n\rangle =n|n\rangle }
このとき演算子 X が {\displaystyle |n\rangle } 作用すると固有値を c だけシフトする。
{\displaystyle {\begin{aligned}NX|n\rangle &=(XN+[N,X])|n\rangle \\&=XN|n\rangle +[N,X]|n\rangle \\&=Xn|n\rangle +cX|n\rangle \\&=(n+c)X|n\rangle .\end{aligned}}}
つまり{\displaystyle |n\rangle }が N の固有値 n における固有状態であるとき、 {\displaystyle X|n\rangle } は固有値 n + c をもつ N の固有状態である。演算子 X は c が正の実数であるとき N の上昇演算子、 c が負の実数であるとき N の下降演算子という。
もし N がエルミート演算子 のとき、c は実数でなければならず、Xのエルミート随伴 は次の交換関係を満たす。
{\displaystyle [N,X^{\dagger }]=-cX^{\dagger }.}
特に X が N の下降演算子のときの X† は N の上昇演算子であり、その逆も成り立つ。

## 角運動量
昇降演算子は、角運動量の量子力学的な取り扱いで用いられる。 一般的な角運動量ベクトル J（各成分は Jx, Jy, Jz ）から、2つの昇降演算子J+ 、J–が定義できる。
{\displaystyle J_{\pm }=J_{x}\pm iJ_{y}}
ここで i は虚数単位。
直交座標系での各成分は、次の交換関係を満たす。
{\displaystyle [J_{i},J_{j}]=i\hbar \epsilon _{ijk}J_{k}}
ここでεijk はレヴィ=チヴィタ記号、 i, j, k は x, y, zのいずれか。よって昇降演算子とJz の交換関係は
{\displaystyle {\begin{aligned}\left[J_{z},J_{\pm }\right]&=\pm \hbar J_{\pm },\\\left[J_{+},J_{-}\right]&=2\hbar J_{z}.\end{aligned}}}
昇降演算子を演算子 Jz にかけると
{\displaystyle {\begin{aligned}J_{z}J_{\pm }|j,m\rangle &=\left(J_{\pm }J_{z}+\left[J_{z},J_{\pm }\right]\right)|j,m\rangle \\&=\left(J_{\pm }J_{z}\pm \hbar J_{\pm }\right)|j,m\rangle \\&=\hbar \left(m\pm 1\right)J_{\pm }|j,m\rangle .\end{aligned}}}
この結果と
{\displaystyle J_{z}|j,m\pm 1\rangle =\hbar (m\pm 1)|j,m\pm 1\rangle }
を比較すると、 {\displaystyle J_{\pm }|j,m\rangle } は {\displaystyle |j,m\pm 1\rangle }のスカラー倍となる。
これは量子数を増減させるという昇降演算子の性質を表している。 
{\displaystyle {\begin{aligned}J_{+}|j,m\rangle &=\alpha |j,m+1\rangle ,\\J_{-}|j,m\rangle &=\beta |j,m-1\rangle .\end{aligned}}}
α と β の値を求めるために、J+と J− のエルミート共役({\displaystyle J_{\pm }=J_{\mp }^{\dagger }})の関係から、それぞれの演算子のノルムを考えると、
{\displaystyle {\begin{aligned}\langle j,m|J_{+}^{\dagger }J_{+}|j,m\rangle &=\langle j,m|J_{-}J_{+}|j,m\rangle =\langle j,m+1|\alpha ^{*}\alpha |j,m+1\rangle =|\alpha |^{2},\\\langle j,m|J_{-}^{\dagger }J_{-}|j,m\rangle &=\langle j,m|J_{+}J_{-}|j,m\rangle =\langle j,m-1|\beta ^{*}\beta |j,m-1\rangle =|\beta |^{2}.\end{aligned}}}
昇降演算子の積は J2 とJzの交換関係で表される。
{\displaystyle {\begin{aligned}J_{-}J_{+}&=(J_{x}-iJ_{y})(J_{x}+iJ_{y})=J_{x}^{2}+J_{y}^{2}+i[J_{x},J_{y}]=J^{2}-J_{z}^{2}-\hbar J_{z},\\J_{+}J_{-}&=(J_{x}+iJ_{y})(J_{x}-iJ_{y})=J_{x}^{2}+J_{y}^{2}-i[J_{x},J_{y}]=J^{2}-J_{z}^{2}+\hbar J_{z}.\end{aligned}}}
このように |α|2 と|β|2 を J2 と Jz の固有値で表現することができる。 
{\displaystyle {\begin{aligned}|\alpha |^{2}&=\hbar ^{2}j(j+1)-\hbar ^{2}m^{2}-\hbar ^{2}m=\hbar ^{2}(j-m)(j+m+1),\\|\beta |^{2}&=\hbar ^{2}j(j+1)-\hbar ^{2}m^{2}+\hbar ^{2}m=\hbar ^{2}(j+m)(j-m+1).\end{aligned}}}
α と β の位相は物理的に意味はないので実数に選ぶと次のようになる。
{\displaystyle {\begin{aligned}J_{+}|j,m\rangle &=\hbar {\sqrt {(j-m)(j+m+1)}}|j,m+1\rangle =\hbar {\sqrt {j(j+1)-m(m+1)}}|j,m+1\rangle ,\\J_{-}|j,m\rangle &=\hbar {\sqrt {(j+m)(j-m+1)}}|j,m-1\rangle =\hbar {\sqrt {j(j+1)-m(m-1)}}|j,m-1\rangle .\end{aligned}}}
m は j ({\displaystyle -j\leq m\leq j}) に制限されるので
{\displaystyle J_{+}|j,j\rangle =J_{-}|j,-j\rangle =0.}

### 原子・分子への応用
原子系や分子系のハミルトニアンは角運動量の内積を含む。例えば超微細構造ハミルトニアンの磁気双極子項がある
{\displaystyle {\hat {H}}_{\mathrm {D} }={\hat {A}}{\boldsymbol {I}}\cdot {\boldsymbol {J}},}
ここでI は核スピンである。 角運動量代数は球面基底で再計算することで単純化できる。 球面テンソル演算子の記法を用いることで、 J(1) ≡ J の"−1"、"0"、"+1" 成分は
{\displaystyle {\begin{aligned}J_{-1}^{(1)}&={\dfrac {1}{\sqrt {2}}}(J_{x}-iJ_{y})={\dfrac {J_{-}}{\sqrt {2}}},\\J_{0}^{(1)}&=J_{z},\\J_{+1}^{(1)}&=-{\frac {1}{\sqrt {2}}}(J_{x}+iJ_{y})=-{\frac {J_{+}}{\sqrt {2}}}.\end{aligned}}}
これらの定義から、上記の内積を展開できる。
{\displaystyle {\boldsymbol {I}}^{(1)}\cdot {\boldsymbol {J}}^{(1)}=\sum _{n=-1}^{+1}(-1)^{n}I_{n}^{(1)}J_{-n}^{(1)}=I_{0}^{(1)}J_{0}^{(1)}-I_{-1}^{(1)}J_{+1}^{(1)}-I_{+1}^{(1)}J_{-1}^{(1)},}
この展開は、状態が  mi = ±1 とmj = ∓1 だけ量子数が異なる項と結合している状態を表している

## 調和振動子
昇降演算子の別の応用として、量子力学的な調和振動子がある。質量m、角振動数ωの1次元調和振動子に対し、そのハミルトニアンは
{\displaystyle H={\frac {m\omega ^{2}{\hat {x}}^{2}}{2}}+{\frac {{\hat {p}}^{2}}{2m}}}
で与えられる。ここで は位置演算子、は運動量演算子であり、次の正準交換関係を満たす。
{\displaystyle [{\hat {x}},{\hat {p}}]=i\hbar }
昇演算子 a† と降演算子 a を次のように定義する。
{\displaystyle {\begin{aligned}a&={\sqrt {m\omega  \over 2\hbar }}\left({\hat {x}}+{i \over m\omega }{\hat {p}}\right)\\a^{\dagger }&={\sqrt {m\omega  \over 2\hbar }}\left({\hat {x}}-{i \over m\omega }{\hat {p}}\right)\end{aligned}}}
これらは次の交換関係を満たす。
{\displaystyle [a,a^{\dagger }]=1}
このとき、ハミルトニアンHは昇降演算子により、
{\displaystyle H=\hbar \omega {\biggl (}a^{\dagger }a+{\frac {1}{2}}{\biggr )}}
と表すことができ、交換関係
{\displaystyle [H,a^{\dagger }]=\hbar \omega a^{\dagger },\quad [H,a]=-\hbar \omega a}
を満たす。すなわち、a† はハミルトニアンのエネルギー固有状態を ℏω だけエネルギーが高い固有状態に移し、a は ℏω だけ低い固有状態に移す。これらを導入することで系の微分方程式を直接に解くことなくエネルギー固有値を抽出することができる。